# Готско-словенска династија
Готско-словенска династија је легендарна династија међу Србима, која се најпре помиње у Летопису попа Дукљанина, а касније и неким другим списама, позивајући се на Летопис.

## Долазак Гота у Далмацију
Готи су према Летопису попа Дукљанина „са северне стране“ (a septentrionali plaga) дошли у Далмацију у време византијског цара Анастасија I (491-518) „који је себе и многе друге упрљао Евтихијевом јереси“, папе Гелазија (492-496), Германа епископа Капуе (516-541), Сабина епископа Каносе (514-556), као и опата Бенедикта из Норче (опата манастира Монте Касина 529-543), другим речима у раздобљу од око шест деценија. Готима су у то време владала тројица „синова краља Сенулада“ (filii regis Senuladi). Први је био Брус, други Тотила, а трећи Остроило (primus Brus, secundus Totilla, tertius vero Ostroyllus).
Док је најстарији син Брус остао кући, „у земљи свог рођења“ (in terra nativitatis suae), двојица млађе браће су уз помоћ старијег брата скупили једну велику војску, освојили Панонију и тако проширили власт на западу (!). Појава тројице браће и освајање Паноније упоредиви су са описом прилика после Атилине смрти који пружа Јорданес, који пише да су се Готи настанили у Панонију као федерати под вођством тројице браће (Валамир, Видимер, Тјудимер) и од 456. до 472/3. представљали водећу снагу у Средњем Подунављу. Потом следи један измишљени рат, који су против панонских Гота повели „краљ Далматинаца“ (rex Dalmatinorum) са седиштем „у великом и дивном граду Салони“ (in civitate magna, et admirabili Salona) и његов савезник „краљ Истрије“ (rex Istriae).
| латински оригинал: Tunc rex Dalmatinorum qui in civitate magna, et admirabili Salona manebat, misit nuncios, et litteras ad regem Istriae provinciae, ut congregaret exercitum, quatenus insimul exirent eis obviam, et defenderent se. Igitur ambo congregantes exercitum gentis suae exierunt obviam Gothis, venientes itaque castrametati sunt iuxta eos; tunc per spatium octo dierum quia prope erant castra ad castra, hinc inde armati procedentes per partes graviter se vulnerabant, ac trucidabant. Octavo vero die omnes hinc inde hristiani, et gentiles, armati exierunt, et commissum est magnum proelium ab hora diei tertia, usque ad vesperam, et Dei iudicio, cui nemo audet dicere, cur ita faciat, quia forte aliquod magnum peccatum latebat in Christianis, victoriam Gothi crudeles habuerunt, ceciditque pars Christianorum et interfectus est rex Istriae, et multa milia hominum Christianorum in ore gladii mortua sunt et plurima captiva ducta sunt. Evasit autem rex Dalmatinorum cum valde paucis militibus, et aufugit in civitatem suam Salonam. | српски превод: Онда је краљ Далматинаца који је боравио у великом и дивном граду Салони послао гласнике и писмо краљу Истрије [саветујући му] да скупи војску како би им се заједнички испречили на путу и одбранили се. Сакупивши стога војску од свог народа, кренули су на Готе. И примакавши им се, улогорили су се покрај њих. Онда су се током осам дана, пошто су логори били близу један другог, ратници с једне и друге стране нападали по групама и притом се тешко рањавали и убијали. Осмог дана пак изашли су с једне и друге стране сви хришћански и пагански ратници, па је заденута велика битка која је трајала од три часа поподне све до вечери. Божјом пресудом, окрутни Готи су однели победу. (Нико га није смео питати зашто је тако одлучио, јер је можда у хришћанима био скривен неки велики грех.) Део хришћана је погинуо. Краљ Истрије је убијен. Много хиљада [заробљених] хришћана је убијено оштрицом мача. Мноштво [других] је одведено у заробљеништво. Краљ Далматинаца пак утекао је са врло мало војника и склонио се у свој град Салону. |

Позадина ове приче је непозната, чак се не може ни нагађати.
Опис расподеле становништва и војске између Тотиле и Остроила могао би одговарати деоби Гота у Панонији 472/3. Сеоба Тотиле „преко Истрије и Аквилеје“ (per Istriam et Aquileiam) у Италију и освајање ове земље можда је бледа рефлексија Теодорихове сеобе у Италију 489. и рата против Одоакра који је трајао више од три година. С друге стране, Тотилина смрт после његовог доласка на Сицилију подсећа на смрт историјског краља Острогота Тотиле, који је 550. освојио острво и погинуо само две године касније после битке код Тагине. Анонимни аутор је очигледно спојио двојицу најзначајнијих остроготских владара Италије у једну личност. Први који је то запазио био је сплитски књижевник Марко Марулић. Језуита Данијеле Фарлати је први схватио да долазак Гота у Далмацију треба датирати у 5. век. У складу с тим је поставио хипотезу да је далматински Тотила био отац свог италског имењака.

## Остроило
Тотилин брат, наводно је у исто време „продро у провинцију Илирију (Illyriam provinciam)“ и „потчинио читаву Далмацију и приморске области (totam Dalmatiam et maritimas regiones), док није дошао и настанио се у превалитанској области (in regione Prevalitana)“. Потом је послао свог сина Сенулата са војском „да потчини загорске области у Загорју“ (regiones transmontanas in Transmontana). Чувши „да је остао са неколицином људи у превалитанском граду (in Praevalitana urbe)“, „цар града Константинопоља (imperator Constantinopolitanae urbis)“ искористио прилику и послао војску на Остроила. Царска војска је заиста затекла Остроила са неколицином људи. Остроило се без обзира на то припремио за борбу „зато што је био човек снажног духа“ (vir forti animo). У бици која је уследила је погинуо, а његови људи су се дали у бег. Царска војска се вратила назад у своју земљу. Међутим, рат против Византије је наставио Остроилов син. Историјска позадина ове приче је вероватно византијско заузимање Салоне и Далмације и борбе на почетку готско-византијско рата (535-536).

## Сенудијал
Остроилов син Сенудијал (лат. Senudialus) „чувши пак за смрт свог оца, дошао је што је брже могао са војском“. Намеравао је да пронађе цареве људе и освети смрт свог оца. Међутим, затекао је мало људи. Потом је преузео краљество и владао уместо оца. Добио је сина коме је дао име Силимир (лат. Syllimirum).

## Селемир
Потом се описује владавина Селимира (Остроиловог унука), чија област се наводно пружала од Балкана до Пољске. Његов истоимени син је наводно населио велику масу Словена, који се на овом месту први пут помињу (до тада спис извештава само о Готима). Хронолошли се тај догађај може сместити у прву половину 7. века.

## Владин
У време Селимировог наследника Владина помиње се долазак Бугара из области Волге, који су освојили Мезију и Македонију. Овај дагађај би се на основу доступних извора могао датирати у време око 680. Након што је византијски цар склопио мир са њима (681), и Владин је склопио мир са новопридошлим народом. Од тада су оба народа живела у слози, јер су вечином били пагани (gentiles) и делили исти језик (una lingua). На овом месту Готи се помињу последњи пут.

## Ратомир
Владина је наследио његов син Ратомир. Ратомир је „од детињства (a pueritia) био непријатељ хришћанског имена“ (inimicus nominis christiani). Сходно томе је покренуо прогон хришћана. Крајња намера му је била „да из земље и краљевства свог избрише њихово име“. У том прогону је уништио многе њихове „градове и места (civitates eorum et loca)“, а преостале је поштедео натеравши их на подложност (servitium).

## Четворица неправедних краљева
После Ратомира владала су од његовог потомства (ex eius progenie) „четворица неправедних краљева (quatuor iniqui reges), додуше не у исто време, него један за другим сваки у своје време“. Њихове владавине обележене су прогонима хришћана. Међутим, већина хришћана „из приморских и загорских области“ (ex martimis, et transmontanis regionibus) „који нису хтели да се укаљају њиховим блудним обичајима“ склањали су се код оних „који су боравили у планинским и јачим местима“ (in montanis, et in locis fortioribus). Имајући две могућности: „да са њима [својим суверницима] издржавају прогоне и оскудицу и тако спасу своје душе“ или „да се неко време веселе са паганима и тако изгубе душе“, одабрали су прву.

## Звонимир
Следи владавина неког Звонимира (Санамир, Zuonimirus), који је потекао из лозе поменуте четворице неправедних краљева. Наследивши краљевство прекинуо је прогоне хришћана. У његово време је живео „неки филозоф по имену Константин из града Солуна (ex civitate Thessalonica quidam philosophus Constantinus nomine), син неког патрикија Лава (filius cuiusdam Leonis patricii), који је по свему био пресветао и од детињства врло интензивно био поучаван у божјима списима“. Он је из Салоне дошао у провинцију Цезареју (in Caesaream provinciam), где је однео превагу у дугој расправи вођеној са тамошњим „филозофима“ (cum pluribus philosophis) и „својим учењем и проповедањем“ (suaque doctrina et praedicatione) покрстио тамошње становништво. После тога је покрстио Бугаре (totam gentem Bulgarinorum).

## Светопелек
Када је умро краљ Санамир, његово краљевство је наследио Светопелек. За време његове владавине папа Стефан II је позвао к себи филозофа Константина, „јер је чуо о њему да је својим проповедничким радом преобратио многе народе“. Константин је „заредио презвитере и саставивши писмо за словенски језик (lingua sclavonica), превео је Христово Јеванђеље и Псалтир и све старе божанске књиге Старог и Новог завета са грчког на старословенски“.